# Okręg wyborczy Hindon
Okręg wyborczy Hindon powstał w 1448 r. i wysyłał do angielskiej, a następnie brytyjskiej, Izby Gmin dwóch deputowanych. Okręg obejmował wieś Hindon w hrabstwie Wiltshire. Został zlikwidowany w 1832 r.

## Deputowani do brytyjskiej Izby Gmin z okręgu Hindon

### Deputowani w latach 1448–1660
- 1547–1549: John Story
- 1559–1563: William Aubrey
- 1604–1611: Edward Ludlow
- 1604–1611: Thomas Thynne
- 1614: Edwin Sandys
- 1614: Edward Ludlow
- 1614–1622: Henry Mervyn
- 1621–1622: John Angell
- 1640–1653: Robert Reynolds
- 1640–1641: Miles Fleetwood
- 1641–1644: Thomas Bennett
- 1659: Edmund Ludlow
- 1659: Edward Tooker
- 1659: Robert Reynolds

### Deputowani w latach 1660–1832
- 1660–1677: George Grobham Howe
- 1660–1661: Thomas Thynne
- 1661–1679: Edward Seymour
- 1677–1679: Robert Hyde
- 1679–1681: Richard Howe
- 1679–1679: Thomas Lambert
- 1679–1685: Richard Grobham Howe
- 1681–1685: John Thynne
- 1685–1698: Robert Hyde
- 1685–1689: Thomas Lambert
- 1689–1690: John Milner
- 1690–1691: Thomas Chafin
- 1691–1695: John Berkeley, 4. wicehrabia Fitzhardinge
- 1695–1697: Charles Morley
- 1697–1698: Henry Lee
- 1698–1701: Reynolds Calthorpe
- 1698–1701: James Howe
- 1701–1704: George Morley
- 1701–1702: Reynolds Calthorpe
- 1702–1705: James Howe
- 1704–1705: Thomas Jervoise
- 1705–1708: George Morley
- 1705–1708: Reynolds Calthorpe
- 1708–1709: James Howe
- 1708–1713: Edmund Lambert
- 1709–1710: Reynolds Calthorpe
- 1710–1711: George Morley
- 1711–1713: Henry Lee Warner
- 1713–1715: Reynolds Calthorpe Młodszy
- 1713–1715: Richard Lockwood
- 1715–1722: George Wade
- 1715–1720: Reynolds Calthorpe
- 1720–1722: John Pitt
- 1722–1727: Henry Ludlow Coker
- 1722–1727: Robert Gray
- 1727–1734: George Heathcote
- 1727–1734: Townsend Andrews
- 1734–1735: Stephen Fox
- 1734–1741: George Fox
- 1735–1741: Henry Fox
- 1741–1747: Henry Calthorpe
- 1741–1747: William Steele
- 1747–1751: Valens Comyn
- 1747–1756: Bisse Richards
- 1751–1754: Francis Blake Delaval
- 1754–1758: James Dawkins
- 1756–1761: William Mabbott
- 1758–1761: James Calthorpe
- 1761–1768: William Blackstone
- 1761–1768: Edward Morant
- 1768–1774: John St Leger Douglas
- 1768–1774: William Hussey
- 1774–1775: Richard Smith
- 1774–1775: Thomas Brand Hollis, radykałowie
- 1776–1777: Richard Smith
- 1776–1780: Henry Dawkins
- 1777–1780: Archibald Macdonald
- 1780–1784: Lloyd Kenyon
- 1780–1784: Nathaniel William Wraxall
- 1784–1790: William Egerton
- 1784–1790: Edward Bearcroft
- 1790–1795: William Beckford, wigowie
- 1790–1796: James Adams
- 1795–1796: Thomas Wildman
- 1796–1802: James Wildman
- 1796–1802: Matthew Gregory Lewis
- 1802–1806: Thomas Wallace
- 1802–1806: John Pedley
- 1806–1820: William Beckford, wigowie
- 1806–1818: Benjamin Hobhouse, wigowie
- 1818–1826: Frederick Gough-Calthorpe, wigowie
- 1820–1826: John Plummer, wigowie
- 1826–1831: George Matthew Fortescue, wigowie
- 1826–1830: Arthur Gough-Calthorpe, wigowie
- 1830–1832: John Weyland, wigowie
- 1831–1832: Edward Stanley, wigowie